# Perper sârb

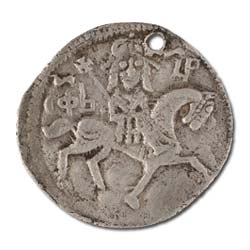
Un perper emis sub țarul Dușan, în secolul al XIV-lea.

Perperul era denumirea dinarului sârb folosită în Țaratul Sârb, sub Țarul Dușan, până la desființare. 
În Serbia lui Dușan, perperul avea o valoare mare: taxa imperială percepută pentru fiecare casă era stabilită la un perper pe an.

## Etimologie
Denumirea monedei perper provine de la denumirea monedei Hyperpyron, denumită și hyperper, care circula în Imperiul Bizantin.